# Borgo metropolitano di Dudley
Dudley è un borgo metropolitano delle West Midlands, Inghilterra, Regno Unito, con sede nella città omonima.
Il distretto fu creato con il Local Government Act 1972, il 1º aprile 1974 dalla fusione del precedente county borough di Dudley con i municipal borough di Halesowen e Stourbridge.

## Località
- Amblecote
- Brierley Hill, Bromley, Buckpool
- Coseley, Cradley
- Dudley
- Gornalwood
- Halesowen, Hawbush, Hurst Green, Hurst Hill
- Kingswinford
- Lye
- Netherton
- Old Swinford
- Pensnett
- Quarry Bank
- Sedgley, Stourbridge
- The Straits
- Wall Heath, Withymoor, Wollaston, Wollescote, Wordsley, Wren's Nest